# Grönsjöarna (Tännäs socken, Härjedalen, 696066-131378)
Grönsjöarna är en sjö i Härjedalens kommun i Härjedalen och ingår i Ljusnans huvudavrinningsområde.